# Orbellia nivicola
Orbellia nivicola är en tvåvingeart som först beskrevs av Frey 1913.  Orbellia nivicola ingår i släktet Orbellia och familjen myllflugor. Arten är reproducerande i Sverige. Inga underarter finns listade i Catalogue of Life.